# Stemorrhages glauculalis
Stemorrhages glauculalis is een vlinder uit de familie van de grasmotten (Crambidae), uit de onderfamilie van de Spilomelinae. De wetenschappelijke naam van deze soort is voor het eerst voorgesteld als Margarodes glauculalis door Achille Guenée in een publicatie uit 1854.

## Verspreiding
De soort komt voor in Haiti, Honduras, Costa Rica, Panama, Colombia, Venezuela, Frans-Guyana, Ecuador, Peru, Bolivia en Argentinië.